# Pian di Rocca
Pian di Rocca is een plaats (frazione) in de Italiaanse gemeente Castiglione della Pescaia.

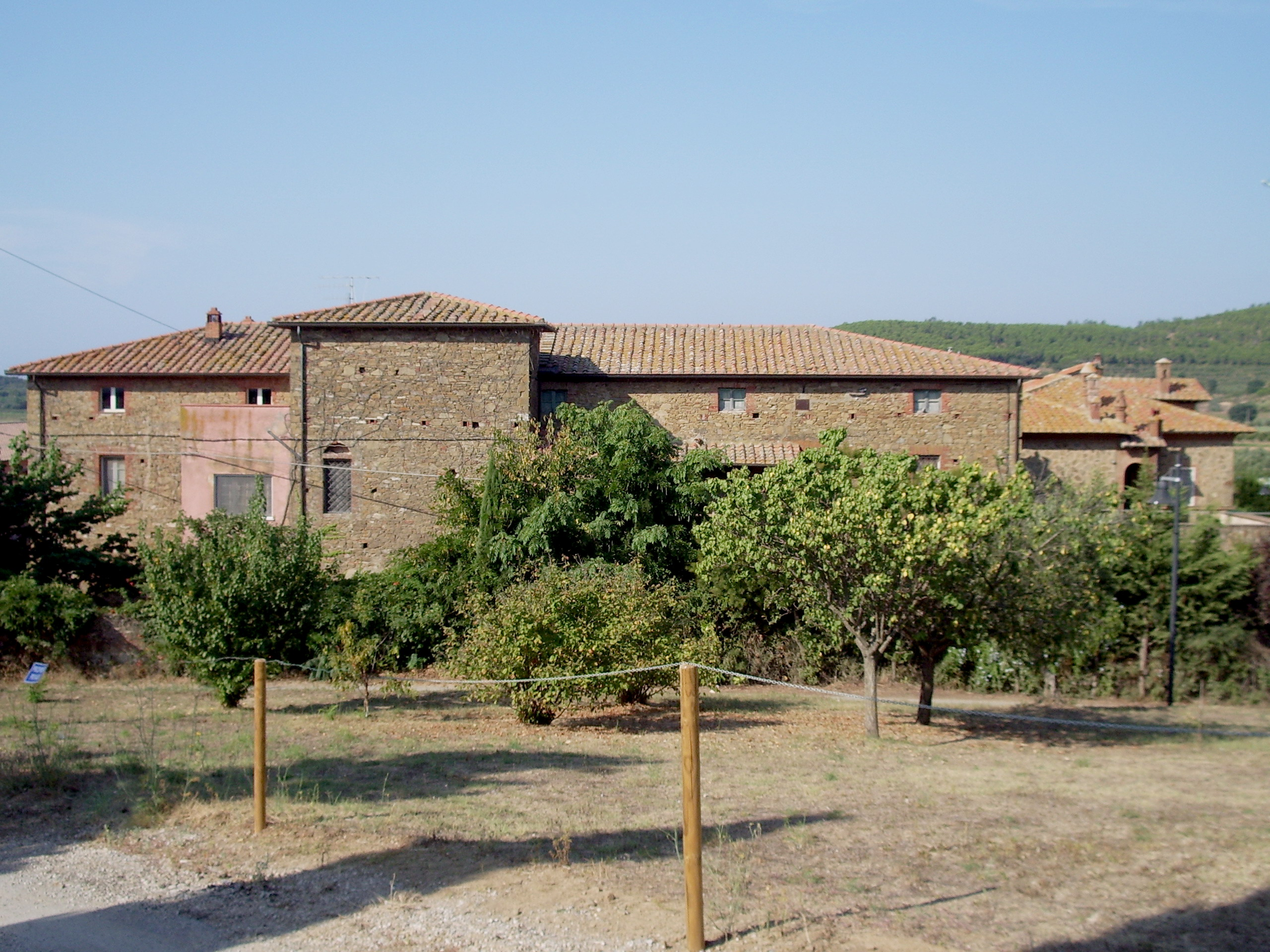
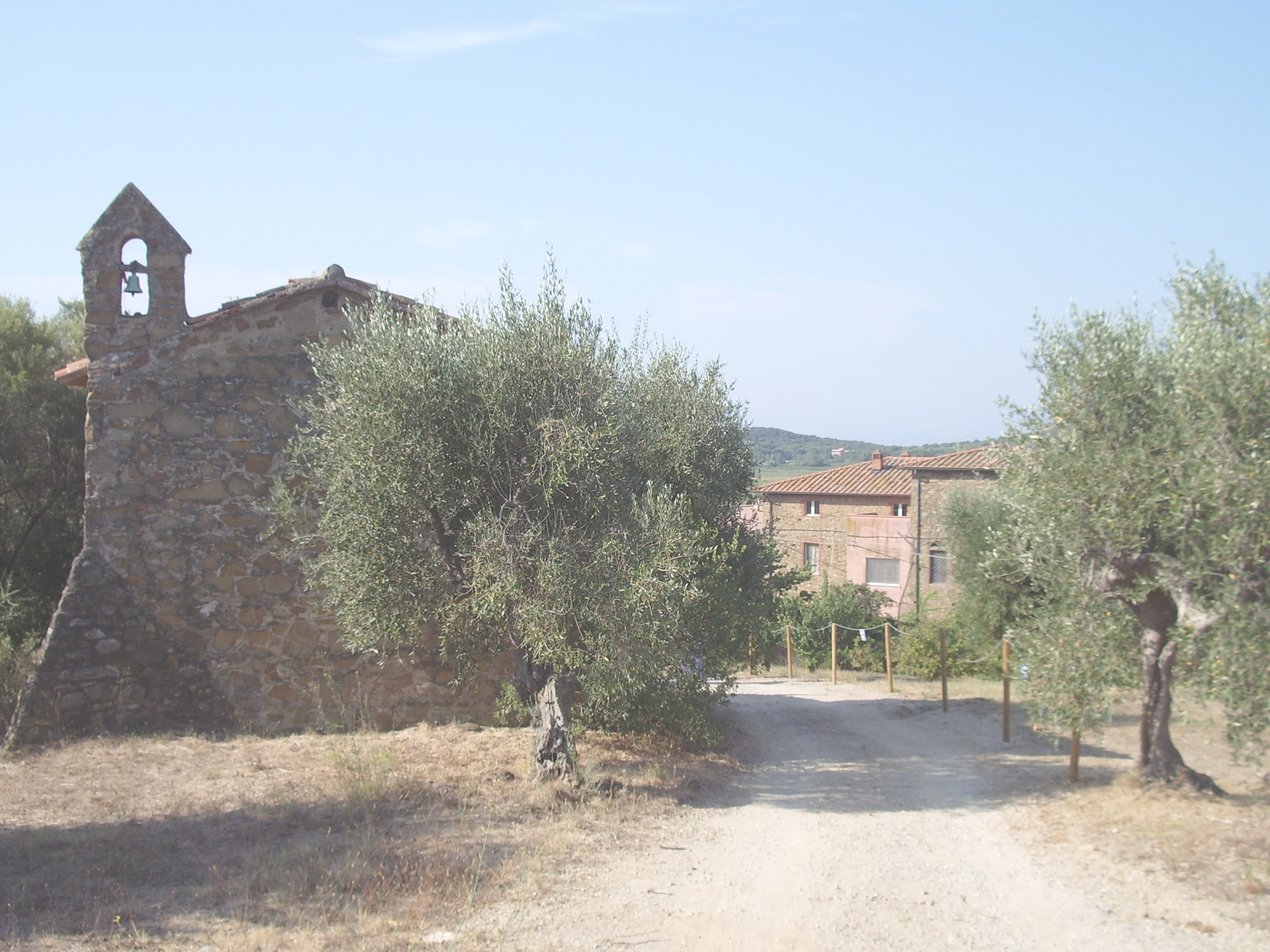